# The Bill Engvall Show
The Bill Engvall Show est une sitcom américaine en 30 épisodes de 23 minutes créée par Bill Engvall et Michael Leeson, diffusée du 17 juillet 2007 au 25 septembre 2009 sur TBS.
Cette série est inédite dans tous les pays francophones.

## Synopsis
Dans la banlieue de Louisville, Colorado, Bill Pearson (Bill Engvall) est un conseiller familial qui par moments aurait également besoin de conseils pour gérer sa propre famille avec sa femme Susan Pearson (Nancy Travis). Les parents sont confrontés à des questions parentales du monde d'aujourd'hui sur l'éducation de leurs trois enfants Lauren (Jennifer Lawrence), Trent (Graham Patrick Martin) et Bryan (Skyler Gisondo).

## Distribution
- Bill Engvall (en) : Bill Pearson, père de la famille, il travaille comme conseiller familial.
- Nancy Travis : Susan Pearson (née Murray), mère de la famille.
- Jennifer Lawrence : Lauren Pearson, fille de la famille et l'ainée de la fratrie.
- Graham Patrick Martin : Trent Pearson, fils de la famille et second de la fratrie.
- Skyler Gisondo : Bryan Pearson, fils et dernier enfant de la famille.
- Tim Meadows : Paul Dufrayne, un ami de Bill depuis de nombreuses années, possède un cabinet d'implants capillaires.
- Brian Doyle-Murray : Mr. Faulkner, voisin de la famille.
- Cynthia Watros : A.J., une amie de Susan.

## Épisodes

### Première saison (2007)
1. titre français inconnu (Good People)
2. titre français inconnu (Aloha, Raffles)
3. titre français inconnu (How Bill Met Susan)
4. titre français inconnu (Have You Seen My Muffins, Man?)
5. titre français inconnu (Feel Free To Say No)
6. titre français inconnu (Jealous Guy)
7. titre français inconnu (The Birthday)
8. titre français inconnu (Go Ahead, See If I Karaoke)

### Deuxième saison (2008)
1. titre français inconnu (But That's Not Fair)
2. titre français inconnu (Ask Your Mother)
3. titre français inconnu (No Gifts Please)
4. titre français inconnu (Pineblock Derby)
5. titre français inconnu (Susan's Best Friend)
6. titre français inconnu (Bill Talks a Good Game)
7. titre français inconnu (Drinking Party)
8. titre français inconnu (Dream Lover)
9. titre français inconnu (A Reptile Dysfunction)
10. titre français inconnu (Promzilla)
11. titre français inconnu (The Night Before Christmas)
12. titre français inconnu (Honey Do)

### Troisième saison (2009)
1. titre français inconnu (Give Me a Break)
2. titre français inconnu (You Decide)
3. titre français inconnu (Let It Go)
4. titre français inconnu (The Way We Were)
5. titre français inconnu (Oh Brother)
6. titre français inconnu (I Like It That Way)
7. titre français inconnu (The Coffee Maker)
8. titre français inconnu (United Front)
9. titre français inconnu (Car Trouble)
10. titre français inconnu (Trash Talk)

## Nominations et récompenses
En 2008, une des scénaristes Kathy Ann Stumpe a été nommée au Humanitas Prize dans la catégorie 30 min. En 2009 les jeunes acteurs Jennifer Lawrence, Graham Patrick Martin et Skyler Gisondo ont reçu un Young Artist Award en commun.